# Herman von Fersen
Herman von Fersen, född omkring 1630, död 12 september 1709 i Moskva, var en svensk friherre och militär.

## Biografi
Herman von Fersen var son till lantrådet löjtnant Herman von Fersen och Margareta Anrep. Han var kapten vid Volckmars infanteriregemente 1649–1651. Tillsammans med sin bror Otto Wilhelm och sina kusiner Hans och Fabian upphöjdes han 1674 till friherrligt stånd med introduktion 1675. Han blev överstelöjtnant vid Claes Johan Baranoffs kavalleriregemente 1675 och var 1701–1709 överste och chef för Estländska Wikiska lantmilisregementet. Fersen blev 1704 fången vid Narvas kapitulation 1704 och avled i fångenskap. Som friherre skrev han sig till Cronendahl (Skabersjö slott), han innehade även Rayküll och Neuenhof i Estland.